# Neópolis (Natal)
Neópolis é um bairro localizado na zona sul da cidade de Natal, Rio Grande do Norte. Foi entregue a população no início da década de 1970 pelo extinto Instituto de Orientação às Cooperativas Habitacionais-InoCoop-RN. Compreende, além do conjunto que dá nome o bairro, as seguintes localidades: conjunto Jiqui (1975), conjunto Pirangi (1980), Jardim Botânico (1982), conjunto habitacional Parque das Pedras, conjunto habitacional Parque dos Rios e Serrambi IV (1985), dentre outros.
O bairro apresenta uma organização urbana característica dos projetos habitacionais da época, com ruas bem definidas e avenidas que facilitam o deslocamento entre as regiões vizinhas. Neópolis é conhecido por abrigar uma mescla de áreas residenciais e comerciais, com uma rede de serviços locais que atende às necessidades diárias de seus moradores. A faixa de CEP do bairro varia entre 59080-110 e 59088-970, abrangendo uma diversidade de logradouros, desde pequenos conjuntos habitacionais até áreas comerciais mais movimentadas.